# RPK

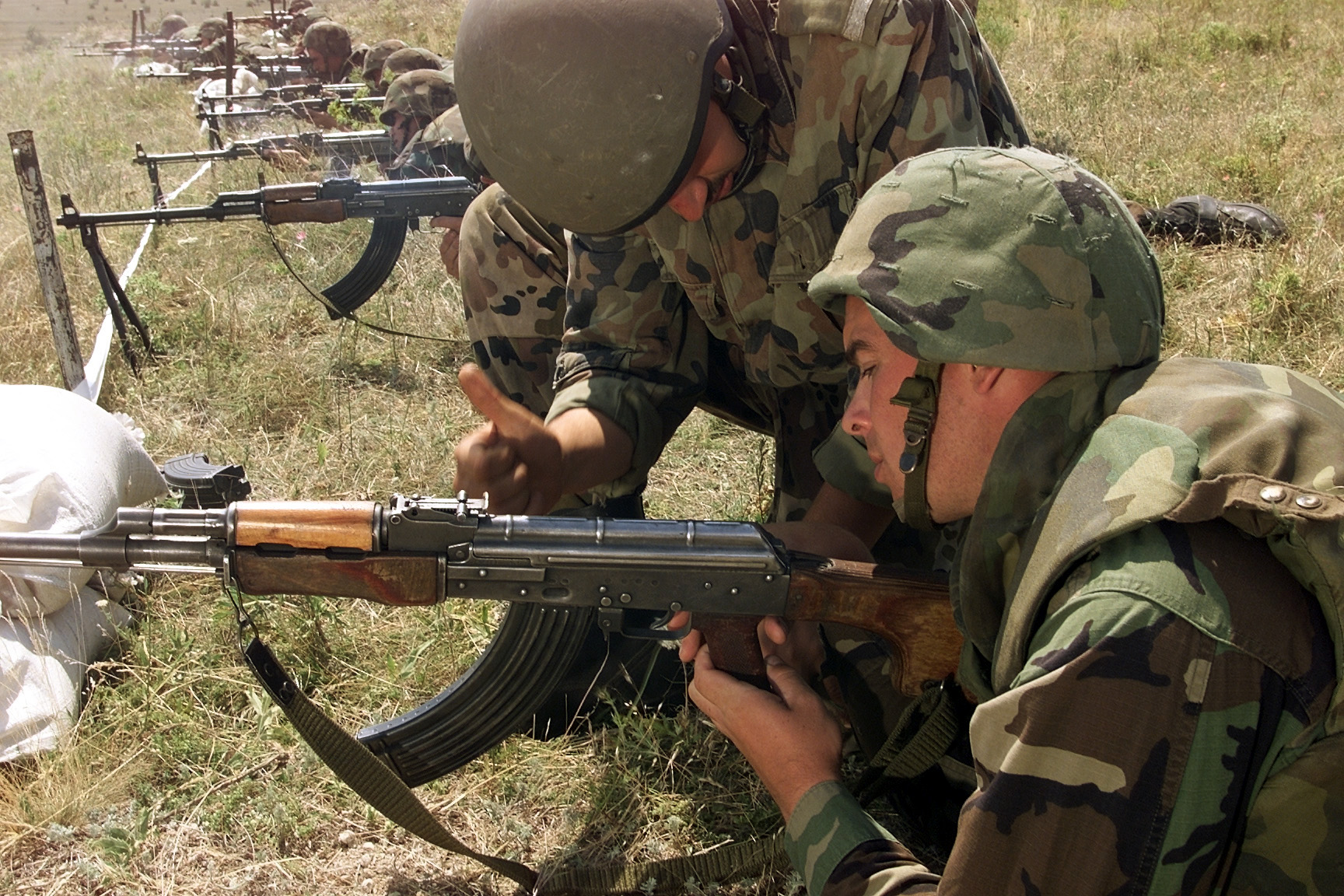
Román katona RPK golyószóró használatában segít az amerikai tengerészgyalogosnak, az általános NATO fegyverismereti program keretében Babadagban, Romániában.

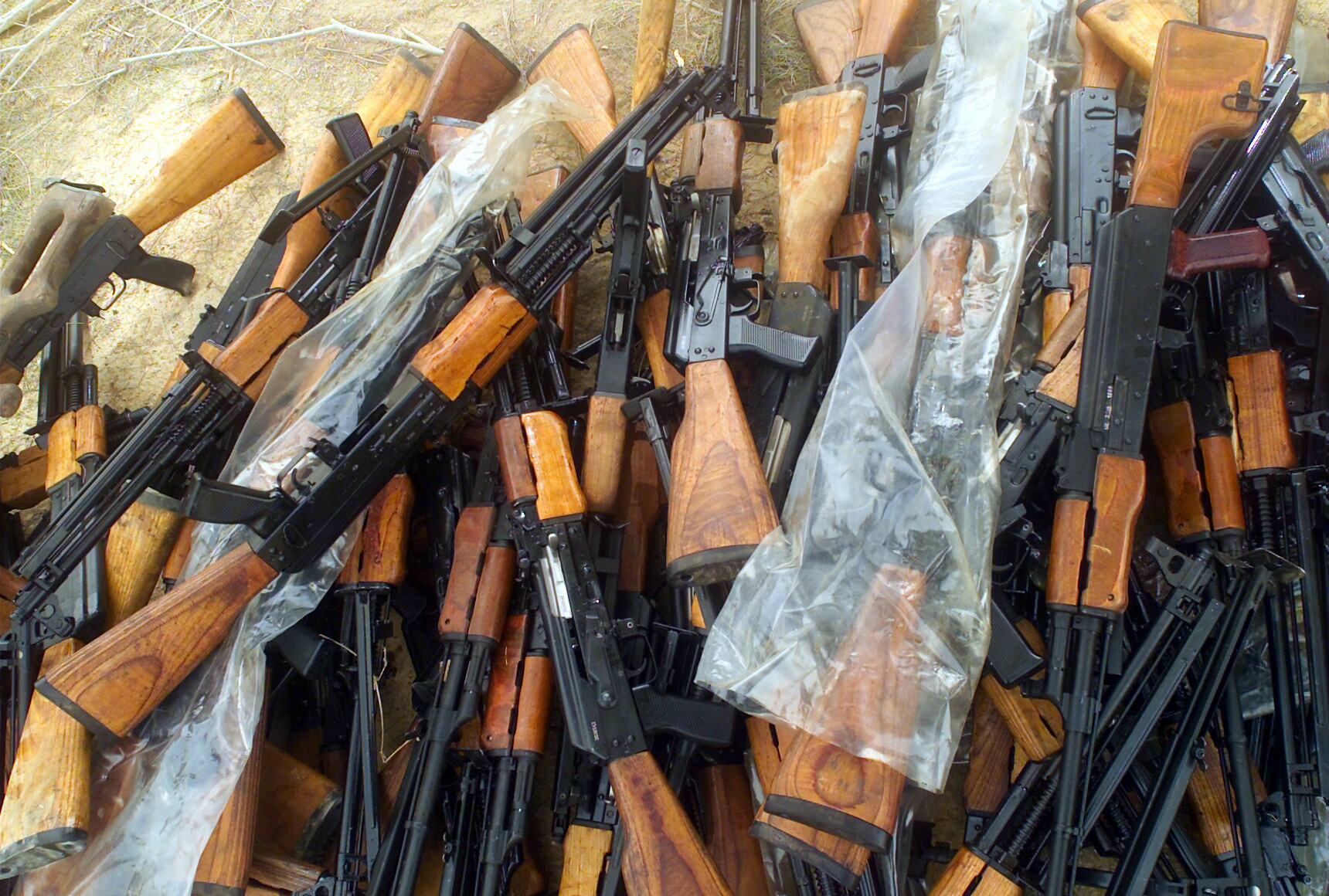
Az Iraki Szabadság hadművelet során lefoglalt RPK és Al Quds golyószórók.

Az RPK (oroszul: РПК – Ручной пулемёт Калашникова [Rucsnoj pulemjot Kalasnyikova]) az elavult RPD leváltására készült, az AK–47/AKM gépkarabélyon alapuló szovjet 7,62 mm-es golyószóró. GRAU-kódja 6P2.

## Történet
A Kalasnyikov tervezőiroda 1961-ben kapott megbízást a Gyegtyarjov féle RPD-t leváltó fegyver tervezésére. Az első prototípus már 1961-ben elkészült, a sikeres lőtéri próbákat követően az Izsevszki Gépgyár még ugyanebben az évben megkezdte a sorozatgyártást. A Szovjet Hadsereg 1964-ben rendszeresítette a fegyvert RPK néven, nyilvánosság előtt az 1966. május 1-jei felvonulás során mutatták be. A hadrendbe állítást követően a golyószóró széles körben elterjedtté vált a szovjet érdekszférához tartozó országok körében, a szovjet export és a licenc alapján gyártott változatoknak köszönhetően. A könnyű gyártás és karbantartás miatt a fegyver népszerűvé vált az elmaradottabb országok között is, több háborúban is bevetették.
A vietnámi háború alatt a Vietnámi Néphadsereg és a Vietkong rendelkezésére álló kézifegyverek jelentős része a 7,62 mm-es köztes lőszert használta, ezáltal a lőszerutánpótlás jelentősen könnyebbé vált. A Vietnámi Néphadsereg támogató fegyverként az RPD és RPK golyószórókat alkalmazta, míg a Vietkong főleg RPD és DP golyószórókat használt. Az afrikai kontinensen lezajlott háborúk során a kommunista berendezkedésű államok (Angola, Mozambik) alkalmazták, az afganisztáni háború alatt a szovjet gépesített alakulatok szolgálatában bukkant fel.
A Szovjet Hadsereg az 1970-es években átállt az új, 5,45 × 39 mm-es (74M) típusú köztes lőszer használatára. Az új lőszert használó fegyvereket, az AK–74 gépkarabélyt és az RPK–74 golyószórót 1974-ben rendszeresítették. Az addig raj szintű fegyverként szolgáló RPK-t az 1970-es évek végén váltotta le az 5,45 mm űrméretű RPK–74, a golyószóró gyártása 1978-ban fejeződött be. Az RPK az Orosz Hadsereg tartalékos alakulatainál napjainkban is megtalálható, emellett számos terrorista csoport, és a harmadik világ haderői is alkalmazzák.

## Műszaki jellemzők
Az RPK golyószóró gázelvezetéses, automata sorozatlövő fegyver. Szerkezete teljes mértékben megegyezik az AK–47 gépkarabéllyal. Csöve 176 mm-rel hosszabb, és a pontosabb célzás érdekében a csőre szerelt villaállványt kapott. Mivel az AK-47-es alapjaira épül, az RPK képes befogadni annak 30 és 40 töltényes ívtárait, ezen kívül használható 75 és 100 töltényes csigatár is. A tűzváltókar kibiztosított, félautomata és automata állásba állítható. A fegyver tusáját fából állították elő, alakja hasonlít az RPD golyószóró tusájához. Az RPKSZ változat légideszant-csapatok részére készült, a tok bal oldalára behajtható fatusával rendelkezik. Irányzéka nyílt, a nézőke 100 és 1000 m között, 100 m-es osztásokkal, a széljárásnak megfelelően állítható. Az RPKSZN változatát egy oldalsó sínnel látták el, amelyre optikai vagy éjszakai irányzék (NSZP–2) rögzíthető.

## Változatok
- Szovjetunió / Oroszország
  - RPKSZ – Deszantos verzió, behajtható fa tusával.
  - RPKSZN – Az RPKSZ optikai és éjszakai irányzék rögzítésére alkalmas sínnel ellátott változata.
  - RPK–74 – 5,45 mm-es változat (5,45 × 39 mm M74)

- Bulgária
  - RKKS – 7,62 mm-es változat (7,62 × 39 mm M43)

- Észak-Korea
  - TUL–1 – 7,62 mm-es változat (7,62 × 39 mm M43)

- Finnország
  - Valmet M78, M78/A2 – 7,62 mm-es változat (7,62 × 39 mm M43)
  - Valmet M78 NATO – 5,56 mm-es változat (5,56 × 45 mm NATO)
  - Valmet M78/83 – 7,62 mm-es változat (7,62 × 51 mm NATO)

- Irak
  - Al Quds – a jugoszláv 7,62 mm-es M72 golyószóró másolata (7,62 × 39 mm M43)

- Német Demokratikus Köztársaság
  - LMG–K – (Leichtes Maschinengewehr Kalaschnikow) – 7,62 mm-es változat (7,62 × 39 mm M43)

- Jugoszlávia
  - Zastava M65A – 7,62 mm-es változat (7,62 × 39 mm M43)
  - Zastava M72/M72A – 7,62 mm-es változat (7,62 × 39 mm M43)
  - Zastava M77 B1 – 7,62 mm-es változat (7,62 × 51 mm NATO)
  - Zastava M82/M82A – 5,56 mm-es változat (5,56 × 45 mm NATO)
  - Zastava M90/M90A – 5,56 mm-es változat (5,56 × 45 mm NATO)

## Harci alkalmazás
- Vietnám
- Afrikai konfliktusok – (például angolai polgárháború)
- Libanon
- Afganisztán
- Jugoszlávia
- Csecsenföld
- Közel-Keleti konfliktusok – (Egyiptom, Irak és Szíria szolgálatában)

## Külső hivatkozások
- Modern Firearms – RPK golyószóró (angol nyelvű)
- Zastava fegyvergyár honlapja (angol nyelvű)
- Valmet fegyverek oldala (angol nyelvű)